# Бурангуловська сільська рада
Бурангу́ловська сільська рада (рос. Бурангуловский сельский совет) — муніципальне утворення у складі Абзеліловського району Башкортостану, Росія. Адміністративний центр — село Бурангулово.

## Населення
Населення — 1191 особа (2019, 1566 в 2010, 1472 в 2002).

## Склад
До складу поселення входять такі населені пункти:
| Населений пункт       | Населення, осіб (2002) | Населення, осіб (2010) |
| --------------------- | ---------------------- | ---------------------- |
| Бурангулово, село     | 742                    | 773                    |
| Іскаково, присілок    | 177                    | 178                    |
| Ішкільдіно, присілок  | 195                    | 234                    |
| Майгашта, присілок    | 232                    | 234                    |
| Саїткулово, присілок  | 124                    | 146                    |
| Салават-совхоз, хутір | 2                      | 1                      |